# 77185 Cherryh
77185 Cherryh este un asteroid din centura principală de asteroizi.
Este numit în onoarea scriitoarei americane de literatură științifico-fantastică C. J. Cherryh.

## Descriere
77185 Cherryh este un asteroid din centura principală de asteroizi. A fost descoperit pe 20 martie 2001 la Needville de D. Wells și A. Cruz. Asteroidul prezintă o orbită caracterizată de o semiaxă mare de 2,60 ua, o excentricitate de 0,17 și o înclinație de 3,1° în raport cu ecliptica.